# Michael Graber
Michael Graber, né le 3 juin 1981 à Viège (originaire de Steg, Tourtemagne et Niedergesteln), est une personnalité politique suisse du canton du Valais, membre de l'Union démocratique du centre.
Il siège au Conseil national depuis mai 2021.

## Biographie
Michael Graber naît le 3 juin 1981 à Viège, dans le canton du Valais. Il est originaire de trois autres communes du même canton : Steg, Tourtemagne et Niedergesteln. 
Il a deux sœurs, l'une avocate et l'autre journaliste. Leur père, juriste et possédant un cabinet à Tourtemagne, est membre du Parti démocrate-chrétien, vice-président de Tourtemagne et député suppléant.
Il fait son stage d'avocat dans le cabinet Homburger (de) à Zurich. Il obtient son brevet d'avocat en 2009 à Zurich et celui de notaire en 2012 en Valais. Il publie en 2011 sa thèse de doctorat consacrée à la procédure d'appel dans le code de procédure civile suisse,. 
Il est avocat et notaire à Brigue depuis 2012. Il donne également des cours de droit à l'institut universitaire UniDistance Suisse.
Il a le grade de soldat à l'armée, et vit avec sa partenaire à Brigue-Glis.

## Parcours politique
Michael Graber adhère à l'Union démocratique du centre (UDC) peu après la non-réélection de Christoph Blocher au Conseil fédéral en 2007.
Candidat aux élections cantonales de 2013, il est élu député pour le district de Brigue à 36 voix près. Le Haut-Valais ayant bénéficié de 3 sièges de trop à la suite d'une erreur de répartition, il n'aurait en réalité pas dû être élu. Il devient chef du groupe UDC en 2017, puis candidat officiel de son parti à la deuxième vice-présidence du parlement cantonal en 2014, mais se voit préférer l'UDC du Bas-Valais Edmond Perruchoud par 83 voix contre 38. Il annonce démissioner peu après avoir rejoint le parlement fédéral.
Graber est également secrétaire général de l’UDC du Haut-Valais entre 2010 et 2020 et membre du Conseil général (législatif) de la commune de Brigue-Glis depuis 2019.
Candidat aux élections fédérales de 2019 sur la liste de l'UDC, il termine 2e et n'est pas élu. Il remplace Franz Ruppen au Conseil national lorsque celui-ci est élu conseiller d'État en 2021. Il siège au sein de la Commission de l'environnement, de l'aménagement du territoire et de l'énergie (CEATE). Il est réélu en 2023.
Il dirige en 2023 la campagne référendaire de l'UDC contre la loi sur le climat et préside depuis 2022 le comité opposé à la révision totale de la Constitution valaisanne. 

## Publication
- (de) Michael Graber, Die Berufung in der Schweizerischen Zivilprozessordnung, Zurich, Dike Verlag, 2011, 231 p. (ISBN 9783037514030)